# 彩虹橋 (台北市)
彩虹橋，位於臺北市，是一座僅供步行的橋樑，橫跨基隆河，全長167公尺，寬4.5公尺，銜接內湖區新明路與松山區饒河街，於2007年9月完工通車。

## 歷史
2005年7月15日，進行內湖新明路與松山饒河街間的跨河人行橋興建工程，總經費約新台幣1億1000萬元，橋淨寬4公尺、長約167公尺，採曲橋型橋體，並以鋼肋拱型梁懸吊橋體結構，狀如彩虹，因此又名彩虹橋，另外配合橋體設有投射照明、觀景平臺，橋下河濱地區則有木平臺及植栽花臺。